# SimCity DS
SimCity DS é uma versão do jogo SimCity para o Nintendo DS. Como nos outros títulos do jogo, SimCity DS permite a criação e expansão de cidades.